# محمد هاشم (رياضي)
محمد هاشم (و. 1988  م) هو رياضي، ولاعب كرة يد مصري، شارك في الألعاب الأولمبية الصيفية 2016.

## روابط خارجية
- محمد هاشم على موقع أوليمبيديا (الإنجليزية)